# 赫塔島

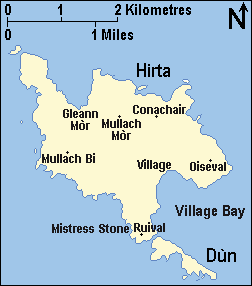

赫塔島（英語：Hirta）是蘇格蘭的島嶼，位於大西洋海域，屬於聖基爾達群島的一部分，面積6.7平方公里，最高點海拔高度430米，海岸線長度15公里，自1930年后島上無人居住。
57°48.89′N 8°34.85′W / 57.81483°N 8.58083°W